# Горбаков
Горбаков (укр. Горбаків)— село в Бабинской сельской общине Ровненского района Ровненской области Украины.
До 2020 года входило в Гощанский район.
Население по данным 2025 года составляет 1381 человек. Население по переписи 2001 года составляло 1556 человек. Почтовый индекс — 35433. Телефонный код — 3650.